# Seznam perujskih tenisačev
Seznam perujskih tenisačev.

## A
- Alejandro Aramburu
- Pablo Arraya

## B
- Bianca Botto

## C
- Ingrid Várgas Calvo
- Romina Ccuno
- Katherine Miranda Chang

## F
- Patricia Kú Flores

## G
- Laura Gildemeister

## H
- Luis Horna

## I
- Anastasia Iamachkine

## L
- Carlos di Laura
- Albert Lynch

## M
- Iván Miranda

## O
- Alex Olmedo

## V
- Juan Pablo Varillas

## Y
- Jaime Yzaga